# Eva Kant

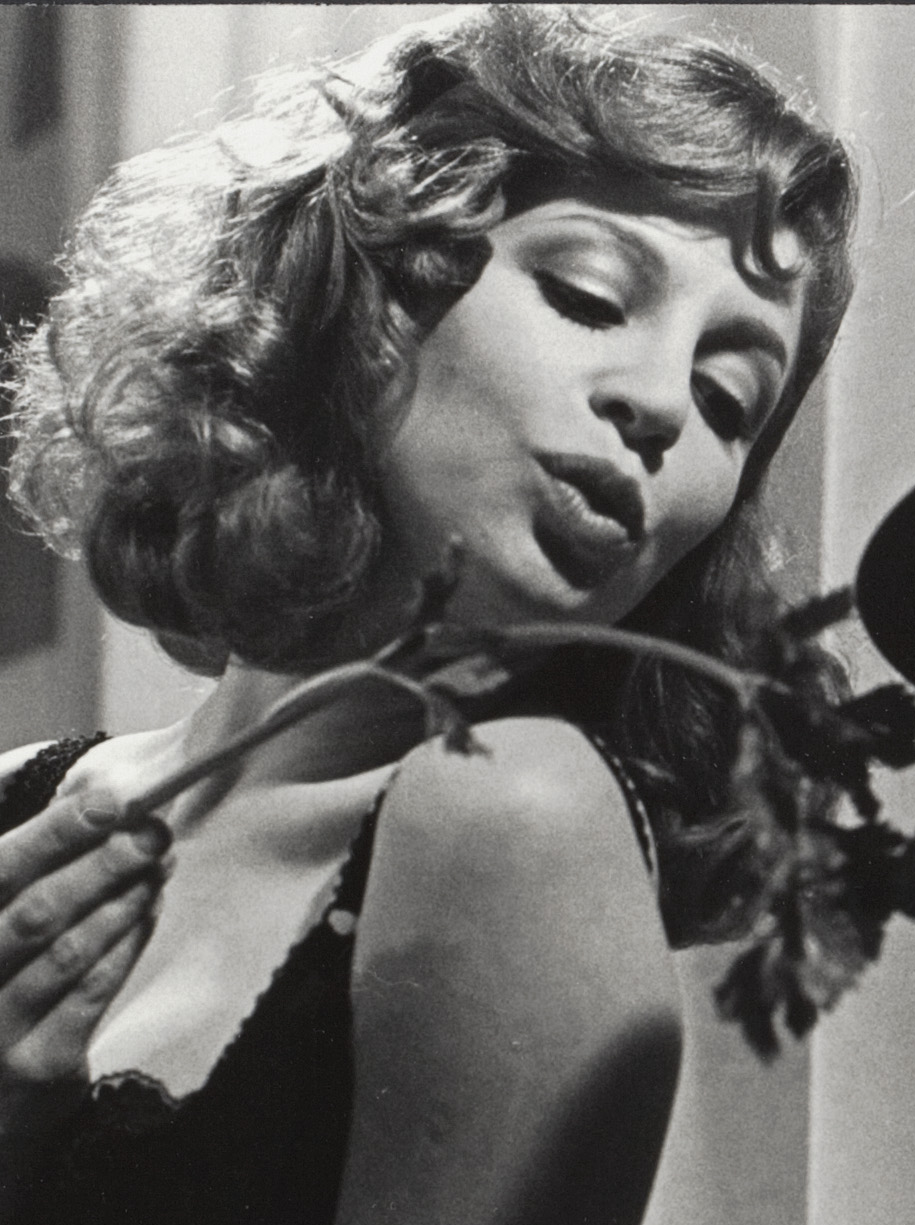
Eva Kant 1973 im Film Het Dwaallicht

Eva Kant (Künstlername, bürgerlich Yvette Buyens; * 23. April 1944 in Temse, Flandern; † 7. Mai 2018 in den Niederlanden) war eine belgische Schauspielerin und Sängerin. Sie war auch unter Pseudonym als Ivy Cant tätig.

## Leben und Wirken
Eva Kant wirkte in mehreren belgischen Filmproduktionen. Dem deutschen Publikum bekannt wurde sie Ende der 1960er Jahre durch ihre Auftritte in der ZDF-Fernsehserie Das Ferienschiff. Eva Kant war die Tochter des belgischen Regisseurs Frans Buyens.

## Filmografie (Auswahl)
- 1966: DEFA 70 (Experimentalfilm)
- 1968: Das Ferienschiff (Fernsehserie, 13 Folgen)
- 1971: Ieder van ons (Experimentalfilm)
- 1973: Will O' the Wisp (Het Dwaallicht)
- 1974: Wondershop

## Diskografie
- Overspeelse Liedjes (1971)

## Weblink
- Eva Kant bei IMDb

| Personendaten    | Personendaten                               |
| ---------------- | ------------------------------------------- |
| NAME             | Kant, Eva                                   |
| ALTERNATIVNAMEN  | Buyens, Yvette (wirklicher Name); Cant, Ivy |
| KURZBESCHREIBUNG | belgische Schauspielerin und Sängerin       |
| GEBURTSDATUM     | 23. April 1944                              |
| GEBURTSORT       | Temse, Flandern                             |
| STERBEDATUM      | 7. Mai 2018                                 |
| STERBEORT        | Niederlande                                 |